# Gözler, Pamukkale
Gözler là một thị trấn thuộc huyện Pamukkale, tỉnh Denizli, Thổ Nhĩ Kỳ. Dân số thời điểm năm 2010 là 2.102 người.